# 力士隊
力士隊（りきしたい）とは、伊藤博文が率いた奇兵隊の一支隊。
元治元年12月（1865年1月）、高杉晋作が功山寺で挙兵した回天義挙に参加した相撲取りのグループであり、参加者として安岡浦の相撲取り名が残っている。